# Мухаммед Канну
Мухаммед Ібрагім Абдулла Канну (араб. محمد إبراهيم عبد الله كنو, нар. 22 вересня 1994) — саудівський футболіст, півзахисник клубу «Аль-Гіляль».
Виступав, зокрема, за клуб «Аль-Іттіфак», а також національну збірну Саудівської Аравії.

## Клубна кар'єра
Народився 22 вересня 1994 року. Вихованець футбольної школи клубу «Аль-Іттіфак». Дорослу футбольну кар'єру розпочав 2013 року в основній команді того ж клубу, в якій провів чотири сезони, взявши участь у 35 матчах чемпіонату. За підсумками першого сезону клуб вилетів з Про-ліги, і Канно з командою провів два роки в Першому дивізіоні, але останній сезон 2016/17 знову провів у Про-лізі.
Влітку 2017 року Канно перейшов в столичний «Аль-Гіляль». У першому ж сезоні виграв з командою національний чемпіонат. Станом на 2 червня 2018 року відіграв за саудівську команду 15 матчів в національному чемпіонаті.

## Кар'єра в збірній
25 грудня 2017 року дебютував у складі збірної Саудівської Аравії у матчі проти команди ОАЕ, що проходив в рамках Кубка націй Перської затоки у Кувейті, вийшовши в основному складі. 15 травня 2018 року він забив свій перший гол за національну збірну, відзначившись у товариській грі з Грецією, а наступного місяця поїхав з командою на чемпіонат світу 2018 року у Росії.

## Досягнення
- Чемпіон Саудівської Аравії (5):

«Аль-Гіляль»: 2017-18, 2019-20, 2020-21, 2021-22, 2023-24
- Володар Королівського кубка Саудівської Аравії (3):

«Аль-Гіляль»: 2019-20, 2022-23, 2023-24
- Володар Суперкубка Саудівської Аравії (4):

«Аль-Гіляль»: 2018, 2021, 2023, 2024
- Переможець Ліги чемпіонів АФК (2):

«Аль-Гіляль»: 2019, 2021
| Дата       | Місто        | Господарі         | Результат | Гості             | Турнір                      | Голи | Примітки    |
| ---------- | ------------ | ----------------- | --------- | ----------------- | --------------------------- | ---- | ----------- |
| 28-12-2017 | Ель-Кувейт   | Саудівська Аравія | 0 – 2     | Оман              | Кубок націй Перської затоки | -    | 80'         |
| 25-12-2017 | Ель-Кувейт   | ОАЕ               | 0 – 0     | Саудівська Аравія | Кубок націй Перської затоки | -    | 80' 85'     |
| 26-02-2018 | Джидда       | Саудівська Аравія | 3 – 0     | Молдова           | товариський матч            | -    | 46'         |
| 09-05-2018 | Кадіс        | Саудівська Аравія | 2 – 0     | Алжир             | товариський матч            | 1    | 88'         |
| 15-05-2018 | Севілья      | Саудівська Аравія | 2 – 0     | Греція            | товариський матч            | -    | 63' 71' 79' |
| 28-05-2018 | Санкт-Галлен | Італія            | 2 – 1     | Саудівська Аравія | товариський матч            | -    | 46'         |
| Усього     |              | Матчів            | 6         |                   | Голів                       | 1    |             |